# 托尼·赫特
托尼·赫特（英語：Tony Hurt，1946年3月30日—），新西兰前男子赛艇运动员。他曾代表新西兰参加1972年和1976年夏季奥林匹克运动会赛艇比赛，获得一枚金牌和一枚铜牌。